# Goodwoodská továrna Rolls-Royce
Goodwoodská továrna Rolls-Royce je sídlem a současně i vývojovým, výrobním a kompletovacím centrem společnosti Rolls-Royce Motor Cars.
Továrna, jež byla oficiálně otevřena 1. ledna 2003, se nachází v blízkosti města Chichesteru v jižní Anglii. Tato oblast je se značkou pevně spojena. Jen několik málo kilometrů od tohoto místa totiž žil jeden ze zakladatelů, Sir Henry Royce. Během své existence byla již dvakrát rozšířena, takže má nyní plochu 22 500 m2. V současné době zaměstnává 800 lidí z 21 zemí. Polovina z nich pracuje v čalounickém a truhlářském oddělení. V červnu 2010 dosáhla výroba v továrně výše 15 vozů za den. Architekt je Sir Nicholas Grimshaw.

## Procesy v továrně
V továrně i dnes většina procesů probíhá ručně. Příkladem může být čalounění stropu Cupé Wraith. Pomocí optických vláken tu pracovníci ručně vytváří iluzi hvězdné oblohy v každém voze, která je prý dokonalou replikou hvězdné oblohy právě nad anglickým Sussexem. Výroba trvá dlouhé hodiny.
Většina procesů je navíc eco-friendly, továrna dokonce tvrdí, že 60 % jejího odpadu je recyklováno.

## Vyráběné modely
- Rolls-Royce Phantom: od 2003
- Rolls-Royce Phantom Drophead Coupé: od 2007
- Rolls-Royce Phantom Coupé: od 2008
- Rolls-Royce Ghost: od 2009